# Castello Türcke
Il Castello Türcke è una storica residenza della città di Genova in Italia.

## Storia
La villa venne eretta nel 1903 secondo il progetto dell'architetto fiorentino Gino Coppedè per volere dell'ingegnere svizzero Giovanni Türcke.
Due anni dopo la morte dell'ingegner Türcke, sopraggiunta nel 1917, gli  eredi vendettero il castello a W. Homberger. Questi estese la proprietà acquistando nel 1921 e nel 1925 alcuni appezzamenti di terreno, ampliando notevolmente le dimensioni del giardino.

## Descrizione
L'edificio ripropone le fattezze di un vero e proprio castello secondo il modello già collaudato dal Coppedè con il Castello Mackenzie in Genova e ripreso in diversi altri suoi progetti successivi.